# Чумово
Чумово (мкд. Чумово) је насеље у Северној Македонији, у јужном делу државе. Чумово припада општини Прилеп.

## Географија
Насеље Чумово је смештено у јужном делу Северне Македоније. Од најближег већег града, Прилепа, насеље је удаљено 10 km јужно.
Чумово се налази на источном ободу Пелагоније, највеће висоравни Северне Македоније. Село је смештено на североисточним падинама Селечке планине. надморска висина насеља је приближно 790 метара.
Клима у насељу је планинска због знатне надморске висине.

## Становништво
По попису становништва из 2002. године, Чумово је имало 17 становника.
Претежно становништво у насељу су етнички Македонци (100%).
Већинска вероисповест у насељу је православље.